# (16529) Dangoldin
(16529) Dangoldin ist ein marsbahnkreuzender Asteroid des Hauptgürtels, der am 9. April 1991 von der amerikanischen Astronomin Eleanor Helin am Palomar-Observatorium entdeckt wurde.
Der Himmelskörper wurde am 28. Januar 2002 nach Daniel S. Goldin (* 1940) benannt, der von 1992 bis 2001 Administrator der NASA war und das „Faster, Better, Cheaper“-Konzept begründete, das zu einer Reorganisation der NASA führte.